# Виборчий округ 133
Виборчий округ 133 — виборчий округ в Одеській області. В сучасному вигляді був утворений 28 квітня 2012 постановою ЦВК №82 (до цього моменту існувала інша система виборчих округів). Окружна виборча комісія цього округу розташовується в будівлі Київської районної адміністрації Одеської міської ради за адресою м. Одеса, вул. Академіка Корольова, 9.
До складу округу входить Київський район міста Одеса. Виборчий округ 133 межує з округом 140 на заході, з округом 134 на північному заході, з округом 135 на північному сході та обмежений узбережжям Чорного моря на сході, на південному сході і на півдні. Виборчий округ №133 складається з виборчих дільниць під номерами 511073-511158.

## Народні депутати від округу
| Ім'я                        | Фото | Партія         | Скликання | Дата набуття повноважень | Дата припинення повноважень |
| --------------------------- | ---- | -------------- | --------- | ------------------------ | --------------------------- |
| Марков Ігор Олегович        |      | самовисуванець | 7-ме      | 12 грудня 2012           | 20 вересня 2013             |
| Матвійчук Едуард Леонідович |      | самовисуванець | 8-ме      | 27 листопада 2014        | 29 серпня 2019              |
| Дмитрук Артем Геннадійович  |      | Слуга народу   | 9-те      | 29 серпня 2019           |                             |

## Результати виборів

### Парламентські

#### 2019
На парламентських виборах 2019 року найбільша кількість кандидатів-мажоритарників, 50 осіб, зареєструвалась саме на одномандатному виборчому окрузі №133.

Кандидати-мажоритарники:
- Дмитрук Артем Геннадійович (Слуга народу)
- Баранський Віктор Сергійович (Опозиційна платформа — За життя)
- Танцюра Дмитро Миколайович (самовисування)
- Беженар Вячеслав Миколайович (самовисування)
- Басюк Юрій Олексійович (Європейська Солідарність)
- Дмитрук Артем Ярославович (самовисування)
- Зелінський Олександр Вікторович (самовисування)
- Атєрлєй Дмитро Григорович (Голос)
- Гринько Альона Анатоліївна (самовисування)
- Кириленко Павло Веніамінович (Свобода)
- Папушин Василь Андрійович (Батьківщина)
- Танцюра Дмитро Валентинович (самовисування)
- Демідов Сергій Михайлович (самовисування)
- Мудрий Ярослав Миколайович (самовисування)
- Матковський Данило Андрійович (самовисування)
- Субачева Світлана Володимирівна (самовисування)
- Дідур Володимир Дмитрович (самовисування)
- Федорчук Віктор Юрійович (самовисування)
- Коломієць Олена Ігорівна (самовисування)
- Миронова Ганна Олександрівна (самовисування)
- Вершигора Михайло Олександрович (самовисування)
- Берендєєв Іван Вікторович (самовисування)
- Кримінський Юрій Юрійович (самовисування)
- Буга Дмитро Володимирович (самовисування)
- Крицька Марина Олександрівна (самовисування)
- Гончарук Віталій Валерійович (самовисування)
- Гаврік Максим Сергійович (самовисування)
- Трочінел Христина Анатоліївна (самовисування)
- Кондратьєв Олександр Костянтинович (самовисування)
- Мусієнко Ганна Леонідівна (самовисування)
- Колєв Євгеній Іванович (самовисування)
- Гонтарук Тарас Юрійович (самовисування)
- Нікітін Микола Володимирович (самовисування)
- Ганбаров Руслан Афганович (самовисування)
- Кулибін Володимир Олегович (самовисування)
- Дондя Олександр Іванович (самовисування)
- Ігнатченко Микола Миколайович (самовисування)
- Володєєв Олексій Петрович (самовисування)
- Ізбаш Дмитро Павлович (самовисування)
- Листопад Віталій Володимирович (самовисування)
- Пода Павло Юрійович (самовисування)
- Копсомун Віталій Іванович (самовисування)
- Проваренко Олександр Вікторович (самовисування)
- Нарва Максим Володимирович (самовисування)
- Подставін Семен Вадимович (самовисування)

#### 2014
Кандидати-мажоритарники:
- Матвійчук Едуард Леонідович (самовисування)
- Співак Дмитро Павлович (Блок Петра Порошенка)
- Остапенко Олександр Анатолійович (Народний фронт)
- Чорний Вадим Львович (самовисування)
- Демідов Сергій Михайлович (самовисування)
- Марков Олег Олегович (самовисування)
- Білоног Юрій Григорович (Сильна Україна)
- Шило Ігор Вікторович (Комуністична партія України)
- Гріншпун Григорій Едуардович (Батьківщина)
- Шпільовий Костянтин Олегович (Опозиційний блок)
- Преснов Юрій Олександрович (самовисування)
- Маланін Олександр Юрійович (Радикальна партія)
- Овсов Сергій Анатолійович (самовисування)
- Усова Єлизавета Ігорівна (самовисування)
- Романенко Андрій Анатолійович (самовисування)
- Боріна Ірина Миколаївна (Блок лівих сил України)
- Якимчук Сергій Валерійович (самовисування)
- Ровинський Андрій Володимирович (самовисування)
- Чайковська Марина Вікторівна (самовисування)
- Черторижська Альона Анатоліївна (самовисування)
- Шипко Ілона Володимирівна (самовисування)
- Шипко Олександр Олегович (самовисування)
- Огняніков Віталій Сергійович (самовисування)
- Синявський Андрій Володимирович (самовисування)
- Шерстньов Едуард Олександрович (самовисування)

#### 2012
Кандидати-мажоритарники:
- Марков Ігор Олегович (самовисування)
- Гончаренко Олексій Олексійович (Партія регіонів)
- Остапенко Олександр Анатолійович (Батьківщина)
- Сафін Ігор Вікторович (УДАР)
- Преснов Юрій Олександрович (самовисування)
- Чорний Вадим Львович (самовисування)
- Барда Ростислав Миколайович (Комуністична партія України)
- Семенюк Юрій Євгенович (самовисування)
- Петров Володимир Володимирович (самовисування)
- Архіпова Русудан Датушаєвна (Вітчизна)
- Моисеєва Зоя Миколаївна (самовисування)
- Чернов Дмитро Юрійович (самовисування)
- Олійник Віктор Іванович (самовисування)
- Вацюк Світлана Миколаївна (самовисування)
- Косова Валентина Юріївна (самовисування)
- Стадник Микола Вячеславович (Духовна Україна)
- Стасюк Тетяна Дмитрівна (самовисування)
- Колесниченко Олег Володимирович (самовисування)
- Дімов Олег Петрович (самовисування)
- Мілєва Вікторія Володимирівна (самовисування)
- Маланін Олександр Юрійович (самовисування)
- Медведенко Анатолій Андрійович (самовисування)
- Рибаков Олексій Володимирович (самовисування)
- Пульча Ганна Дем'янівна (самовисування)
- Пушкар Микола Петрович (самовисування)
- Соломатін Сергій Олександрович (самовисування)
- Сахневич Сергій Йосипович (самовисування)
- Курлов Андрій Вікторович (самовисування)

## Явка
Явка виборців на окрузі: